# Sōja, Okayama
Sōja (japanska: 総社市?, Sōja-shi) är en stad i Okayama prefektur i Japan. Staden fick stadsrättigheter 1954.